# ميخائيل هاريش
ميخائيل هاريش (بالعبرية: מיכה חריש‏) هو اقتصادي وسياسي إسرائيلي، ولد في 28 نوفمبر 1936 في تيميشوارا في رومانيا. حزبياً، نشط في معراخ. وقد انتخب عضو الكنيست ‏ (21 يناير 1974 – 17 يونيو 1996).